# Équipe de Belgique de baseball
L'équipe de Belgique de baseball représente la Belgique lors des compétitions internationales, comme le Championnat d'Europe de baseball ou la Coupe du monde de baseball notamment.
La sélection belge ne s'est pas qualifiée pour la phase finale du Championnat d'Europe de baseball 2007 qui se tient du 7 au 16 septembre 2007 en Espagne.

## Palmarès
Coupe du monde de baseball
- 1978 : 11e
- 1986 : 12e

Championnat d'Europe de baseball
| - 1954 : 3e - 1955 : 2e - 1956 : 2e - 1957 : 5e - 1958 : 4e - 1962 : 4e - 1964 : Non qualifiée - 1967 : 1er - 1969 : 5e - 1971 : 4e - 1973 : 4e |  | - 1975 : Non qualifiée - 1977 : 3e - 1979 : 3e - 1981 : 4e - 1983 : 3e - 1985 : 3e - 1987 : 4e - 1989 : 6e - 1991 : 5e - 1993 : 6e - 1995 : 3e |  | - 1997 : 6e - 1999 : 6e - 2001 : 9e - 2003 : 11e - 2005 : Non qualifiée - 2007 : Non qualifiée - 2010 : 9e ex æquo - 2012 : 9e - 2014 : 7e - 2016 : 6e - 2019 : 7e ex æquo - 2021 : 8e |